# باب الحديد (فلم)
باب الحديد (بالإنجليزية: Cairo Station) هو فيلم دراما مصري صدر سنة 1958، من إخراج يوسف شاهين، وإنتاج جبرائيل تلحمي، وبطولة فريد شوقي، وهند رستم، ويوسف شاهين، وحسن البارودي. تدور أحداث الفيلم حول قناوي، بائع جرائد صعيدي يعاني من اضطرابات عقلية ويعمل في محطة قطار القاهرة، يقع في حب هنومة، بائعة زجاجات المياه الغازية، لكنها تحب رجلاً آخر من عمال المحطة، ويخططان معًا للزواج، مما يصيبه بالإحباط ويدفعه لارتكاب فعل أحمق وجنوني.
شارك الفيلم في مهرجان برلين السينمائي الثامن، كما تم اختياره من قبل مصر للتنافس على جائزة الأوسكار لأفضل فيلم بلغة أجنبية ولكنه لم يترشح، ويعد أول فيلم عربي وإفريقي يطرح للتأهل لجائزة الأوسكار.
تم تصنيفه في المركز الرابع ضمن أفضل 100 فيلم في تاريخ السينما المصرية في استفتاء النقاد. ويعد فيلم باب الحديد أحد أهم الأفلام العربية على الإطلاق. تم اختيار الفيلم في قائمة أهم 1000 فيلم في تاريخ السينما العالمية.

## القصة
في محطة مصر، حيث يلتقي الناس من جميع الطبقات بين قادم وراحل، يصل قناوي، الشاب الصعيدي الأعرج، بحثًا عن عمل، لكنه يسقط على رصيف المحطة من شدة التعب. يراه عم مدبولي، متعهد الصحف بالمحطة، فيعطف عليه ويوفر له عملاً كبائع للصحف، كما يمنحه كشكًا في مخازن المحطة ليقيم فيه.
يلاحظ عم مدبولي أن قناوي شخص محروم، يحلم بالزواج، ويحتفظ بصور نجمات السينما التي يقتطعها من المجلات الفنية ويلصقها على جدران مسكنه، يقضي وقته في تأملها. لكنه في الواقع مغرم بهنومة، بائعة زجاجات المياه الغازية، ويعرض عليها عقدًا ذهبيًا ورثه عن والدته كمهر للزواج، لكنها تسخر منه، إذ لا تراه إلا أعرج مسكين، فهي تحب أبو سريع، أحد حمّالي المحطة.
كانت هنومة تصارع منصور، صاحب البوفيه الرسمي في المحطة، الذي يلاحقها باستمرار لأنها تسرق زبائنه، فيما تخطط للزواج من أبو سريع، الذي يقود مجموعة الحمّالين في المحطة ويسعى لتأسيس نقابة تضمن لهم حقوقهم، من أجر مناسب ورعاية صحية وتأمين معاشي عند العجز. في المقابل، كان أبو جابر، الذي يسيطر على الحمّالين ويتقاسم معهم أجورهم، يحاول إحباط جهوده. ومع ذلك، نجح أبو سريع في استقدام مندوب من مكتب العمل لإحصاء العدد اللازم لتأسيس النقابة، وحاول إقناع الحمّالين بالانضمام إليه وترك أبو جابر.
في هذه الأثناء، كان قناوي يزداد يأسًا بعد أن أيقن أن هنومة ستتزوج من أبو سريع، خاصة بعدما أعدت صندوقًا لوضع ملابسها استعدادًا للرحيل إلى بلدها حيث سيتم الزواج. بدافع الغيرة والجنون، أعد قناوي صندوقًا آخر وطلب من هنومة أن تأتي إلى غرفته لأخذ دلو المثلجات والعقد، لكنها شعرت بالخوف منه، فأرسلت بدلاً منها حلاوتهم. في الظلام، اعتقد قناوي أنها هنومة، فطعنها بسكين ووضعها في الصندوق، وتركه لأبو سريع ليقوم بشحنه إلى بلدها.
لكن المفاجأة جاءت حين رأى قناوي هنومة لا تزال على قيد الحياة، بينما تم العثور على حلاوتهم مصابة. في خضم الفوضى، اتهم أبو جابر أبو سريع بمحاولة قتلها، فيما سارع قناوي بالاتصال بالشرطة ليبلغهم أن أبو سريع قتل هنومة. لكن عم مدبولي، الذي أدرك الحقيقة، أخبر الشرطة أن قناوي فقد عقله.
توجه الجميع إلى قناوي، الذي كان قد أمسك بهنومة وهدد بقتلها بالسكين. لكن عم مدبولي تمكن من خداعه، فأقنعه بأنه سيزوجه من هنومة، وأحضر له المهر والشبكة وجلباب الفرح، ثم ألبسه قميص مستشفى المجانين، ليتم القبض عليه وإنقاذ هنومة في اللحظات الأخيرة.

## طاقم التمثيل
- فريد شوقي بدور أبو سريع
- هند رستم بدور هنومة
- يوسف شاهين بدور قناوي
- حسن البارودي بدور عم مدبولي
- عبد العزيز خليل بدور أبو جابر
- نعيمة وصفي بدور زعيمة منظمة المرأة الحرة
- سعيد خليل بدور جاد الله
- عبد الغني النجدي
- لطفي الحكيم
- عبد الحميد بدوي
- فاروق الدمرداش
- سيد العربي
- أحمد أباظة
- صبري عبد العزيز
- هناء عبد الفتاح
- صفية ثروت
- أسعد قلادة
- شيرين
- عصمت محمود

## الإنتاج

### الاسم والفكرة
اسم الفيلم باب الحديد هو الاسم القديم الذي كان يطلق على محطة مصر ومنه استلهم هذا الاسم. أما فكرة الفيلم فقد استوحاها الكاتب عبدالحي أديب من محطة سكة حديد مدينة المحلة حيث كان يسكن على بعد خطوات قليلة منها في شبابه. حيث أن مدينة المحلة كان لها خطان للسكة الحديد، الأول هو خط سكة حديد الدلتا، والثانى تابع لسكة حديد مصر وذلك على عكس باقى المدن المصرية، وتم تجديدها عام 1955.

### أخبار قبل التصوير
أسند المخرج العالمي يوسف شاهين البطولة فيلمه في البداية للفنان محمود مرسي، ليكون أول أدواره في السينما المصرية، وبعد تردد وافق مرسي على دور «أبو سريع» لكن انخفاض الأجر كان السبب الرئيسي في تراجع مرسي عن الظهور في الفيلم، حيث قرر صُناع العمل منحه 50 جنيه مصري فقط، باعتباره وجه جديد سيراه الجمهور للمرة الأولى، إلا أن مرسي اعترض على الأجر، وتساءل كيف لبطل العمل أن يتقاضى أجرا أقل من بطلته، وهي الفنانة هند رستم «هنومة». عندها تم إسناد دور أبو سريع للفنان فريد شوقي. وقد كان باب الحديد العمل الثالث  الذي يجمع بين فريد شوقي وشاهين من خمسة أعمال جمعتهم على مدى التاريخ
وظل محمود مرسي بعيدا عن السينما بعد هذا الموقف، وظهر بعدها بأربع سنوات تقريبا، في دور مجرم عتيد الإجرام في فيلم قالب:افل، مع المخرج نيازي مصطفى، والفنان فريد شوقي، وحصل على أجر 300 جنيه، وبرع في آداء دور الشرير، ونال استحسان الجمهور والنقاد، وكانت البداية لمشوار فني طويل.

### مكان التصوير
محطة مصر هي المكان الرئيسي لاحداث الفيلم وقد تم تصوير العديد من الافلام فيها لكن باب الحديد من اقدم الافلام بها واشهرها.

### مشاركة يوسف شاهين
تعد مشاركة يوسف شاهين في الفيلم بشخصية قناوي الأولى له كمخرج وممثل في وقت واحد، ولاحقا شارك في ثلاثة افلام أخرى هي:
- اسماعيل ياسين في الطيران
- سكوت حنصور
- إسكندرية كمان وكمان

### الموسيقى
الموسيقى حاضرة بالفيلم منذ أول لحظة بصوت القطارات ثم في شارة البداية، وقد وضعها الملحن فؤاد الظاهري بعناية، تم استخدام آلة التيمباني باهتزازات مع ارتجاف خفيف للصوت. تداخل ثلاثي بين آلة التيمباني مع أوتار آلة القانون الشرقي والأوركسترا الغربية ثم تتداخل الأصوات في تجانس تام مع صوت الكورال المتصاعد. الآهات المتكررة من قبل الكورال، أوحت منذ البداية بالملحمة الدرامية داخل الفيلم.

## الاستقبال
عندما تم عرض فيلم باب الحديد كاد الجمهور أن يكسر دار السينما في الحفلة الصباحية بعد 20 دقيقة من بداية الفيلم، بينما بقي جمهور البلكون لاستكمال الفيلم. يقول عبد الحي أديب كاتب سيناريو فيلم باب الحديد: آخر ما كنت أتوقع أن يفشل فيلمى «باب الحديد» تجاريا هذا الفشل الذريع في ذلك الوقت 
توقع الجمهور ان فريد شوقي سيظهر في دور «الفتوة» كالمعتاد، وكان ظهور هنومة (هند رستم) بشخصيتها القوية، مختلفاً عما اعتاد عليه الجمهور وأن سياق أحداث الفيلم لم تأت على أهوائهم.، حيث أن القاعدة التقليدية للسينما المصرية الملتزمة بأكلاشيهات الفتاة المسكينة والكبارية والباشا والصعلوك، هي ما انتظرها الجمهور لكنها اختلفت في باب الحديد.
وعندما عرض التليفزيون الفيلم بعد سنوات نجح نجاحا عظيما وتم ترشيحه إلى عدة مهرجانات ومسابقات.
فعلى رغم كون أفلام مثل العزيمة، وصراع في الوادي، وصراع في الميناء، خالفوا الشكل السينمائي السائد وقتها في نقاط كثيرة، إلا أن كل هذه الأفلام ارتكزت على فكرة البطل الواحد، والخير الذي ينتصر في النهاية، في حين كسر باب الحديد هذه القواعد بشكل كلي، لم يكن لفريد شوقي دور كبير على مستوى الأحداث، إذا ما قورن بدور يوسف شاهين حين أدى شخصية قناوي، ورغم ظهور اسم شاهين الممثل ثالثًا بعد شوقي، وهند رستم، إلا أنه استطاع أن يحقق أداءً استثنائيًا يخطف فيه الأنظار كليًا، ولم يكن مشاهدو السينما في ذلك الوقت على استعداد لمشاهدة فيلم من بطولة المخرج الذي يظهر للمرة الأولى على الشاشة.

## عن الفيلم
نجح الفيلم في أن يكون فيلماً آمناً إلى حد كبير. مر بسلام من رقابة التليفزيون المصري كفيلم جريمة (فيلم نوار) سيكوباتي مثير (إثارة نفسية). يعتبر المشهد الأخير من الفيلم من كلاسيكيات اللحظات السينمائية الشهيرة. «حيث يجسد المشهد بداخله غلياناً يبحث عن شق ينفجر منه. تماماً مثل مشاعر قناوي المكبوتة، ذلك المهاجر من الجنوب الضائع وسط غابة محطة مصر».
كما أنه يعد من أنجح النماذج السينمائية التي أبرزت قدرات مؤلف القصة وكاتب السيناريو عبدالحي أديب والمخرج يوسف شاهين، مما أعطاه مكانة خاصة في تاريخ السينما المصرية والعالمية ولدى المتفرج الذي يقبل على مشاهدة الفيلم. حيث يكتسب الفيلم قوته من البناء الدرامي المتماسك والجرئ للغاية، والذي يعتمد على عدة شخصيات تحمل تركيبات نفسية ثرية للغاية تنبع من خلفيتها الاجتماعية والثقافية والسياسية.

## تكريم
- تم اختيار باب الحديد ضمن قائمة أهم مئة فيلم عربي عام 2013،[15] كما تم اختياره ضمن قائمة أفصل فيلم مصري في تاريخ السينما المصرية.[16]

## وصلات خارجية
- مقالات تستعمل روابط فنية بلا صلة مع ويكي بيانات
- باب الحديد.. لماذا حطم الجمهور السينما يوم عرضه؟
- صفحة الفيلم في قاعدة بيانات الأفلام على الإنترنت
- صفحة الفيلم في قاعدة بيانات الأفلام العربية
- تحليل فلم باب الحديد pdf 110 صفحات